# Coscojuela de Sobrarbe
Coscojuela de Sobrarbe ist ein spanischer Ort und eine ehemalige Gemeinde in der Provinz Huesca der Autonomen Gemeinschaft Aragonien. Der Ort gehört zur Gemeinde Aínsa-Sobrarbe. Er liegt auf 660 Meter Höhe und circa zehn Kilometer südlich von Aínsa. Coscojuela de Sobrarbe hatte 43 Einwohner im Jahr 2019.

## Sehenswürdigkeiten
- Pfarrkirche San Miguel (Bien de Interés Cultural), erbaut im 16. Jahrhundert

## Weblinks

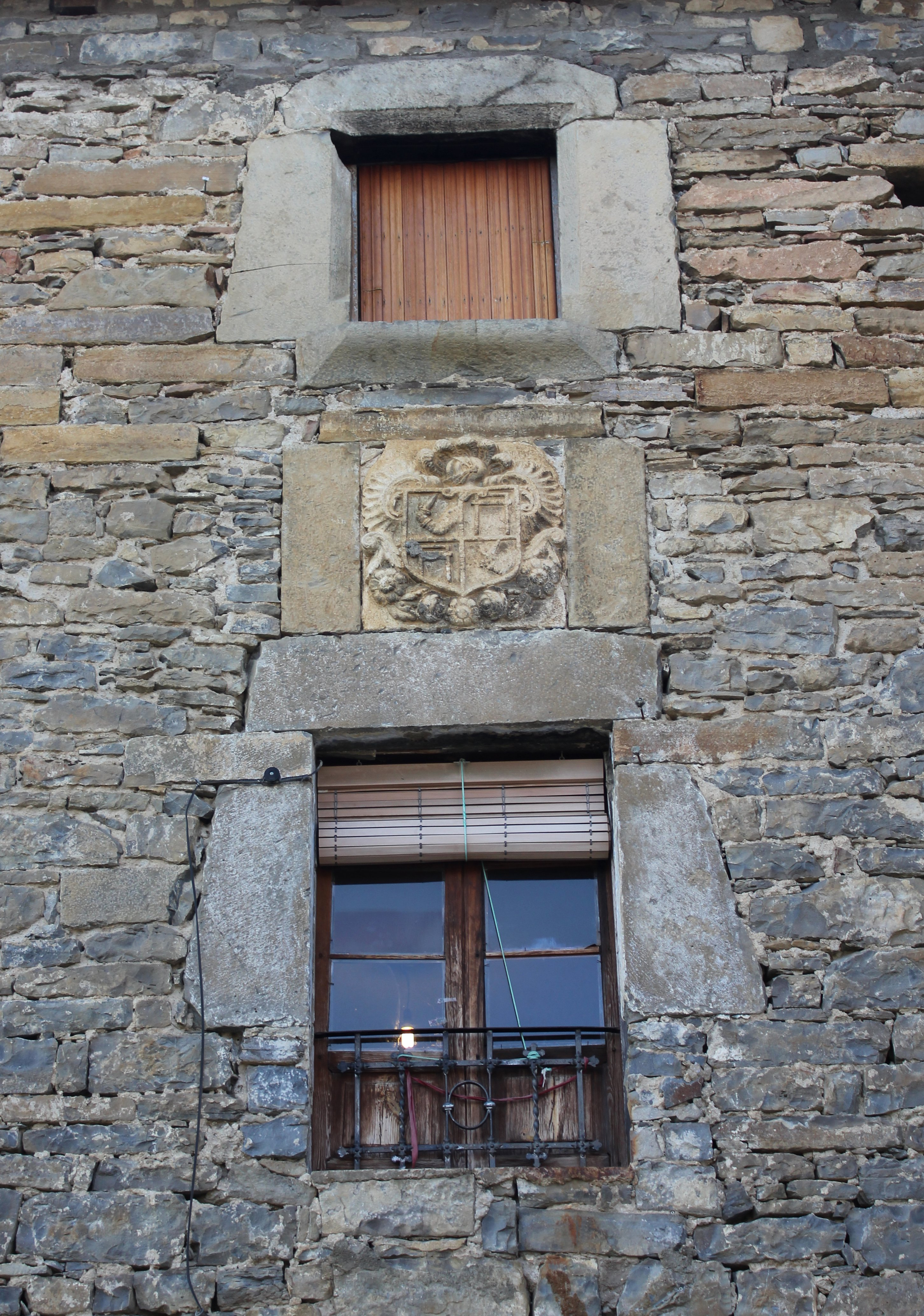
Casa Campo mit Wappen